# Зольмс
Зольмс (нім. Solms) — місто в Німеччині, у землі Гессен. Підпорядковується адміністративному округу Гіссен. Входить до складу району Лан-Дилль.
Площа — 34,05 км2. Населення становить 13 641 особа (станом на 31 грудня 2020).

## Географія

### Адміністративний поділ
Місто складається з 5 районів:
- Альбсгаузен
- Бургзольмс
- Нідербіль
- Обербіль
- Оберндорф